# Série 1-2 da CCFPP
A Série 1-2, igualmente conhecida como Fairlie, foi um tipo de locomotiva a tracção a vapor, que foi utilizado pela Companhia do Caminho de Ferro do Porto à Póvoa e Famalicão, em Portugal.

## História
Esta série foi fabricada em 1875 pela empresa britânica Vulcan Foundry, para a Companhia do Caminho de Ferro do Porto à Póvoa e Famalicão.

## Descrição
Esta série era composta por duas locomotivas de bitola 3'00'' (914 mm), sendo a primeira baptizada de Rio Ave, e a segunda de Rio Douro. Foram as únicas locomotivas portuguesas a vapor com duplo comando, e uma cabina central.

## Ficha técnica

### Características gerais
- Fabricante: Vulcan Foundry[1]
- Bitola: 1000 mm[1]
- Número de unidades: 2[1]